# Expansão em série
Em matemática, uma expansão em série é um método para calcular uma função que não pode ser expressa usando as quatro operações matemáticas básicas (adição, subtração, multiplicação e divisão).
As chamadas séries resultantes frequentemente podem ser limitadas a um número finito de termos, produzindo assim uma aproximação da função. Quanto menos termos da sequência forem usados, mais simples será essa aproximação. Freqüentemente, a imprecisão resultante (isto é, a soma parcial dos termos omitidos) pode ser descrita por uma equação envolvendo a notação Grande-O (ver também expansão assintótica). A expansão da série em um intervalo aberto é também uma aproximação para funções não analíticas.
Existem diversos tipos de expansões em série, como por exemplo:
- Série de Taylor: uma série de potências baseada em derivadas de uma função em um simples ponto
- Série de Maclaurin: um caso especial de uma série de Taylor, centrada em zero
- Série de Laurent: uma extensão da série de Taylor, permitindo valores com expoentes negativos
- Série de Dirichlet: usada em teoria dos números
- Série de Fourier: descreve funções periódicas como uma série de funções senos e cossenos. Em acústica, por exemplo, o tom fundamental e os sobretons formam juntos um exemplo de uma série de Fourier.
- Polinômios de Legendre: usados em física para descrever um campo elétrico arbitrário como uma superposição de um campo dipolo, um campo quadrupolo, um campo octupolo, etc
- Polinômios de Zernike: Usado em óptica para calcular aberrações de sistemas ópticos. Cada termo na série descreve um tipo particular de aberração